# Aija (Aija)
Aija, fundada como Santiago de Aija en la década de 1560, es una ciudad peruana, capital del distrito y de la provincia homónimos ubicada en el departamento de Áncash. Tiene una población estimada en 2024, de 900 habitantes. Se encuentra en la cordillera Negra a una altitud de 3147 m s. n. m. (metros sobre el nivel del mar) y a 72 km (kilómetros) de Huaraz, la capital del departamento de Áncash, ya sea viniendo por Recuay o haciéndolo por el abra de Callán Punta, vía el distrito de La Merced. Desde 1857 es capital distrital y desde 1936, capital provincial. 

## Accesos
Desde mediados de la década del 2000 está conectada a la ciudad de Lima, la capital de país, que se encuentra a casi 400 km: unos 300 km asfaltados hasta Huarmey, luego, a través de la vía AN-109, otros 42 km también asfaltados hasta Huamba y desde ahí 65 km de trocha afirmada. Sin embargo, los últimos 23 km de esta vía se interrumpen en el sector llamado Juchu-Mellizo durante los 4-5 meses que duran las lluvias de verano. 
Dicha zona tiene la activa geodinámica ya había quedado en evidencia en el terremoto de 1970: el INGEMMET documentó cómo el desprendimiento de gigantescos bloques de piedra de la parte alta llamada Quishuar Punta cubrió por completo a un campamento en donde estaban trabajadores y maquinarias a lo largo de 400 m (metros). Para evitar ese tramo se dobla a la derecha en el pueblo de Llanquish y se sube hasta la AN-1167 y sigue por 23 km, atravesando el túnel Kéke hasta Aija pueblo.
Otra forma de acceder sería recorriendo los mismos 42 km asfaltados de la carretera Huarmey-Huamba por la vía AN-109 y tomar la variante que va a la derecha por la vía AN-1161 de 72 km, la cual pasa por el pueblo de San Miguel, sube a la capital del distrito de Huayán y sigue hasta empalmar con la vía AN-1167, en la capital del distrito de Succha. Luego se sigue 23 km por el túnel Keké hasta Aija. Esta ruta, pese a ser más larga, tiene vistas espectaculares de la costa y el mar. 

## Lugares de interés
- Cerros Macho y Hembra
- Casa museo sabio Santiago Antúnez de Mayolo[3]
- Chuchunpunta[4]

## Clima
| Parámetros climáticos promedio de Aija (territorios entre 3000-3500 m s. n. m.). | Parámetros climáticos promedio de Aija (territorios entre 3000-3500 m s. n. m.). | Parámetros climáticos promedio de Aija (territorios entre 3000-3500 m s. n. m.). | Parámetros climáticos promedio de Aija (territorios entre 3000-3500 m s. n. m.). | Parámetros climáticos promedio de Aija (territorios entre 3000-3500 m s. n. m.). | Parámetros climáticos promedio de Aija (territorios entre 3000-3500 m s. n. m.). | Parámetros climáticos promedio de Aija (territorios entre 3000-3500 m s. n. m.). | Parámetros climáticos promedio de Aija (territorios entre 3000-3500 m s. n. m.). | Parámetros climáticos promedio de Aija (territorios entre 3000-3500 m s. n. m.). | Parámetros climáticos promedio de Aija (territorios entre 3000-3500 m s. n. m.). | Parámetros climáticos promedio de Aija (territorios entre 3000-3500 m s. n. m.). | Parámetros climáticos promedio de Aija (territorios entre 3000-3500 m s. n. m.). | Parámetros climáticos promedio de Aija (territorios entre 3000-3500 m s. n. m.). | Parámetros climáticos promedio de Aija (territorios entre 3000-3500 m s. n. m.). |
| Mes                                                                              | Ene.                                                                             | Feb.                                                                             | Mar.                                                                             | Abr.                                                                             | May.                                                                             | Jun.                                                                             | Jul.                                                                             | Ago.                                                                             | Sep.                                                                             | Oct.                                                                             | Nov.                                                                             | Dic.                                                                             | Anual                                                                            |
| -------------------------------------------------------------------------------- | -------------------------------------------------------------------------------- | -------------------------------------------------------------------------------- | -------------------------------------------------------------------------------- | -------------------------------------------------------------------------------- | -------------------------------------------------------------------------------- | -------------------------------------------------------------------------------- | -------------------------------------------------------------------------------- | -------------------------------------------------------------------------------- | -------------------------------------------------------------------------------- | -------------------------------------------------------------------------------- | -------------------------------------------------------------------------------- | -------------------------------------------------------------------------------- | -------------------------------------------------------------------------------- |
| Temp. máx. media (°C)                                                            | 25                                                                               | 26                                                                               | 26                                                                               | 25                                                                               | 23.5                                                                             | 22                                                                               | 21                                                                               | 20.5                                                                             | 20.5                                                                             | 21.5                                                                             | 23                                                                               | 24                                                                               | 23.2                                                                             |
| Temp. mín. media (°C)                                                            | 18                                                                               | 19                                                                               | 19.5                                                                             | 17.5                                                                             | 16.5                                                                             | 16                                                                               | 15                                                                               | 14.5                                                                             | 14                                                                               | 15                                                                               | 16                                                                               | 16.5                                                                             | 16.5                                                                             |
| Precipitación total (mm)                                                         | 0                                                                                | 3                                                                                | 28                                                                               | 0                                                                                | 0                                                                                | 0                                                                                | 0                                                                                | 0                                                                                | 73                                                                               | 109                                                                              | 160                                                                              | 0                                                                                | 373                                                                              |
| Fuente: Accuweather                                                              |                                                                                  |                                                                                  |                                                                                  |                                                                                  |                                                                                  |                                                                                  |                                                                                  |                                                                                  |                                                                                  |                                                                                  |                                                                                  |                                                                                  |                                                                                  |

## Aijinos destacados
- Santiago Antúnez de Mayolo, físico e investigador, artífice y pionero de la ingeniería eléctrica en el Perú, nacido a 20 km (kilómetros), en el distrito de Huacllán.
- Santiago Antúnez de Mayolo Rynning, hijo del anterior, político, abogado, historiador, profesor e investigador peruano.